# Mandevilla obtusifolia
Mandevilla obtusifolia är en oleanderväxtart som beskrevs av Monachino. Mandevilla obtusifolia ingår i släktet Mandevilla och familjen oleanderväxter. Inga underarter finns listade i Catalogue of Life.